# Зализняк, Виталий Александрович
Вита́лий Алекса́ндрович Зализня́к (укр. Віталій Олександрович Залізняк; 16 февраля 1973, Кривой Рог, Днепропетровская область — 3 декабря 2023, Пологовский район, Запорожская область) — украинский футболист, выступавший на позиции защитника. Военнослужащий ВСУ, участник российско-украинской войны.

## Биография
В советское время играл в командах, выступавших в соревнованиях коллективов физкультуры. Первым профессиональным клубом в карьере стал павлоградский «Шахтёр», принимавший участие во второй лиге чемпионата Украины, в котором игрок дебютировал в 1993 году. Проведя в составе «горняков» два сезона, появляясь на поле в большинстве матчей, в 1995 году Зализняк перешёл в другой клуб второй лиги из Днепропетровщины — новомосковский «Металлург». Цвета команды защищал на протяжении четырёх сезонов, проведя более 100 матчей в чемпионате, чем привлёк внимание селекционеров «Металлурга» мариупольского, выступавшего в высшем дивизионе, с которым и подписал контракт в 1999 году. Дебютировал в высшей лиге чемпионата Украины 11 марта 1999 года, в выездном поединке против киевского «Динамо», выйдя в стартовом составе, а на 75-й минуте будучи заменённым на Сергея Митина. В основу «азовцев» попадал не часто, за полтора сезона отыграв за команду 11 матчей в чемпионате и еще 1 игру в Кубке Украины, в связи с чем перед началом сезона 2000/01 мариупольский клуб и игрок прекратили сотрудничество.
В 2000 году перешёл в запорожское «Торпедо», однако успел отыграть за «автозаводцев» всего 1 матч в Кубке второй лиги, после чего команда была расформирована. Доигрывал сезон в «Угольке» из Димитрова, с которым стал бронзовым призёром любительского чемпионата Украины в 2001 году. В профессиональный футбол вернулся в 2002 году, став игроком днепродзержинской «Стали», в которой провёл последующие два года. В 2004 году перешёл в никопольский «Электрометаллург-НЗФ», в составе которого и провёл последний матч на профессиональном уровне в 2005 году. Завершив карьеру выступал за любительские и ветеранские команды.

### Смерть
С началом вторжения в Украину российских войск Зализняк вступил в ряды Вооруженных Сил Украины. Проходил службу на должности наводчика пулемётного отделения взвода огневой поддержки. Погиб от осколочного ранения при выполнении боевого задания близ села Зализничное в ходе боёв в Запорожской области. Похоронен в Новомосковске

## Достижения
- Серебряный призёр второй лиги чемпионата Украины: 2003/04 (группа «Б»)
- Бронзовый призёр второй лиги чемпионата Украины: 1995/96 (группа «Б»)